# Paul Louis Antoine de Rosières
Paul Louis Antoine de Rosières, né le 17 janvier 1723 à Verdun (Meuse), mort en septembre 1794, est un général de la Révolution française.

## Biographie
Devenu colonel le 28 mai 1763, il est nommé maréchal de camp le 1er mars 1780 et lieutenant général le 20 mai 1791.
Le 20 septembre 1792, lors de la bataille de Valmy, il commande la 2e brigade de l'avant-garde française.